# 秀强股份
秀强股份（英語：Xiuqiang）、秀强玻璃（深交所：300160），全名江苏秀强玻璃工艺股份有限公司，创建于2001年，是中华人民共和国最大的加工玻璃制造商之一。2011年1月，进入深圳证券交易所创业板成功上市。

## 概述
秀强股份通过了ISO9001、ISO14001、IECQ QC080000等体系认证和CCC等产品认证，被认定为“国家级高新技术企业”、“江苏省百强民营科技企业”，参与起草彩晶装饰玻璃国家标准。2005年11月，该公司建设14万平方米的光电科技产业园，包括产业园集玻璃文化中心、玻璃科技中心、玻璃产业中心。
2015年底，秀强股份开始涉猎教育产业。

## 生产产品
公司主要生产业务：
- 触摸屏盖板玻璃
- 薄膜电池（TCO）玻璃
- 光伏镀膜玻璃（AR）
- ITO玻璃
- 家电彩晶玻璃
- 家居玻璃等

它也是英利、阿特斯、国电光伏、晶澳、韩华新能源等太阳能电池公司的重要供应商。